# Geranium incanum
Geranium incanum là một loài thực vật có hoa trong họ Mỏ hạc. Loài này được Burm.f. mô tả khoa học đầu tiên năm 1759.

## Hình ảnh

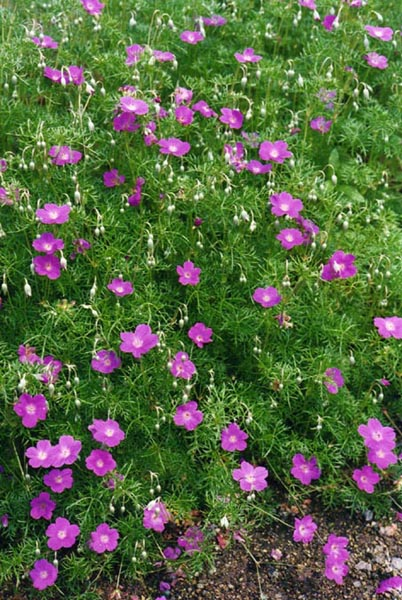
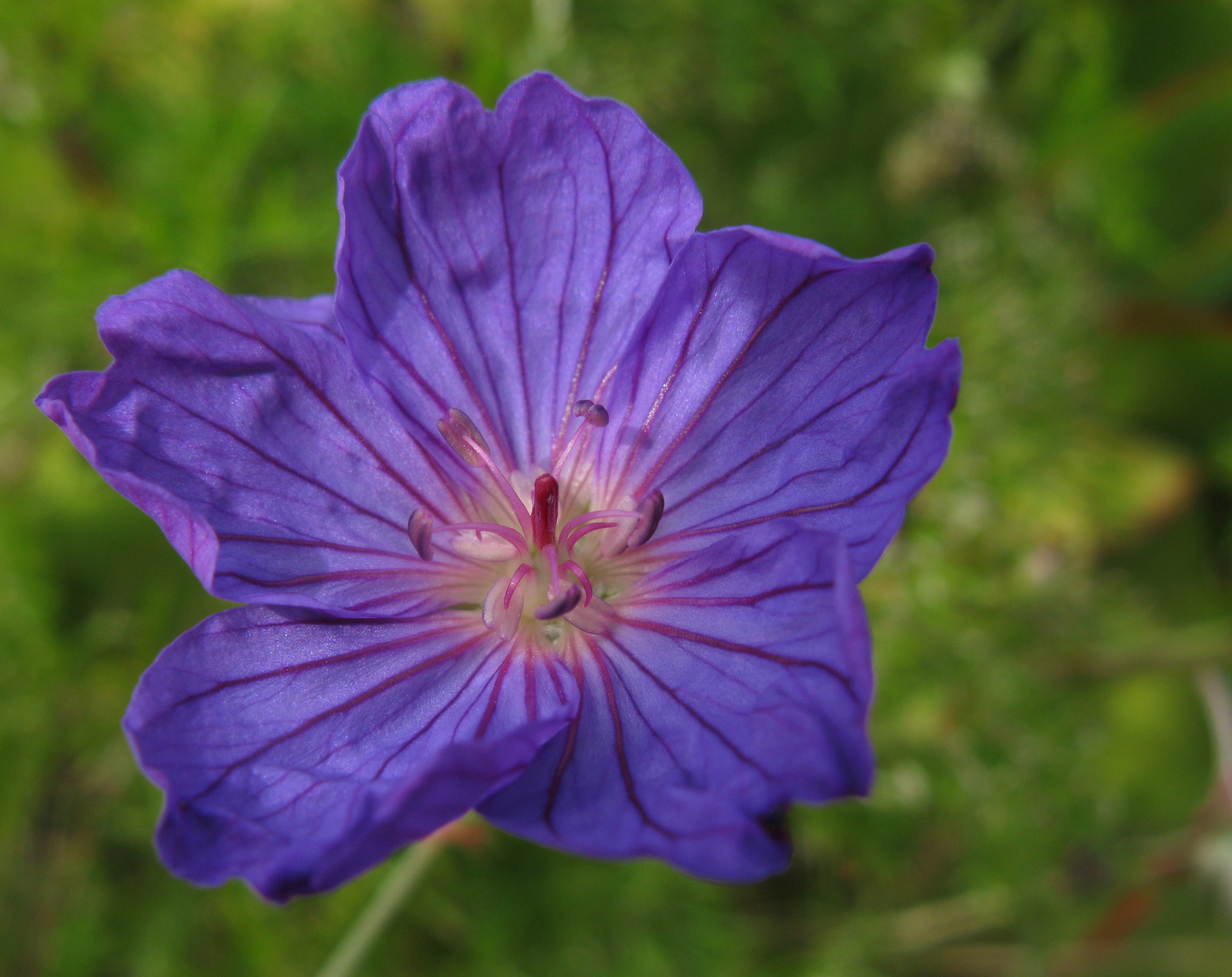
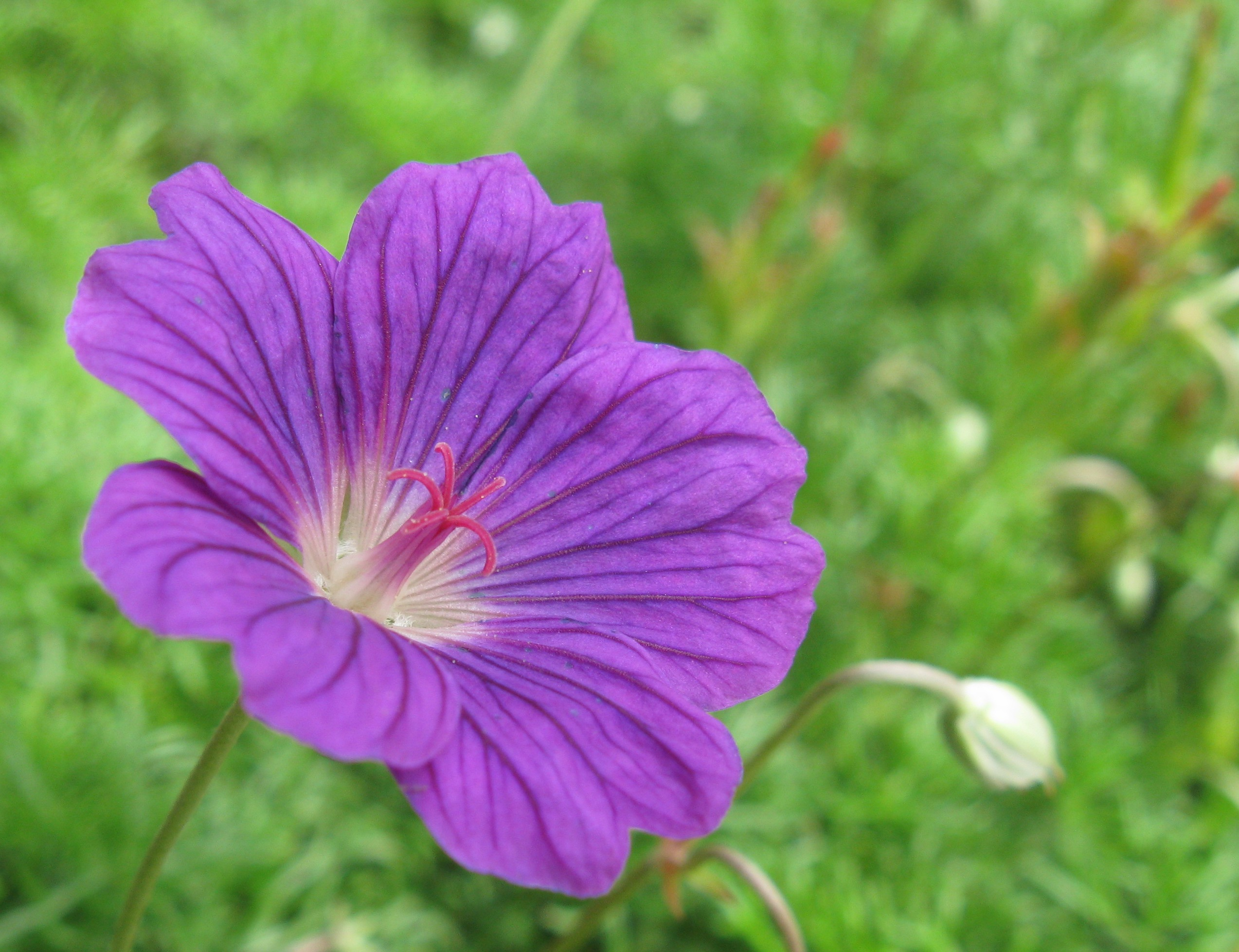
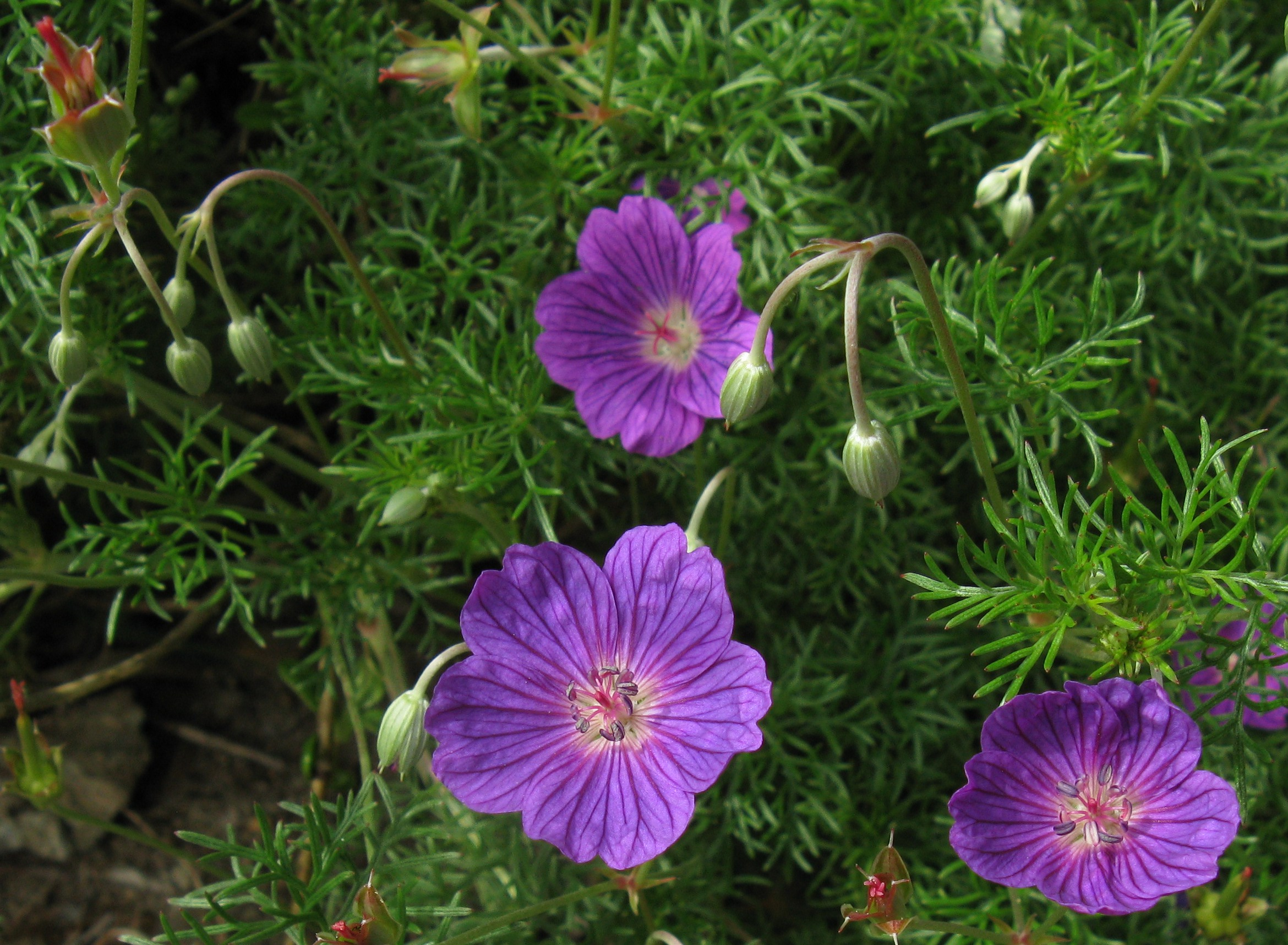